# Tbilisis tunnelbana
Tbilisis tunnelbana (georgiska: თბილისის მეტროპოლიტენი; Tbilisis Metropoliteni) är tunnelbanan i Georgiens huvudstad Tbilisi. Tunnelbanan öppnade 1966 och blev då det fjärde tunnelbanesystemet inom Sovjetunionen. 

## Linjer och stationer

Linjekarta där röd färg står för Achmeteli-Varketililinjen, grön för Saburtalolinjen och blå för Rustaveli-Vazisubanilinjen.

| N°     | Namn                       | Sträcka                           | Öppnad             | Längd   | Stationer |
| ------ | -------------------------- | --------------------------------- | ------------------ | ------- | --------- |
| 1      | Achmeteli-Varketililinjen  | Achmetelis teatri ↔ Varketili     | 1966               | 19,6 km | 16        |
| 2      | Saburtalolinjen            | Sadguris Moedani ↔ Vazja Psjavela | 1979               | 6,8 km  | 6         |
| 3      | Rustaveli-Vazisubanilinjen | Rustaveli ↔ Vazisubani            | Under konstruktion | 5 km    | 5         |
| Totalt | Totalt                     | Totalt                            | Totalt             | 31.4 km | 27        |

## Historia & framtid

### Historia
Konstruktionen av tunnelbanan inleddes 1952, och den 11 januari 1966 öppnades den, som den enda tunnelbanan i Georgien, och den fjärde i Sovjetunionen (efter Moskva, S:t Petersburg och Kiev). Sedan dess har nätet vuxit stadigt, och innefattar idag två linjer (Achmeteli-Varketililinjen, och Saburtalolinjen) och 22 stationer. Under slutet av Sovjeteran led Tbilisis tunnelbana hårt av det pressade ekonomiska läget i regionen. Under det tidiga 1990-talet var det vanligt att tunnelbanan inte fungerade på grund av strömbrist.

### Framtid
Tbilisis tunnelbanesystem har en avancerad framtidsplan, med en tredje linje under konstruktion, som bland annat kommer att passera Vakedistriktet. Detta kommer bilda en typisk sovjetisk triangel med tre linjer där radien dras genom centrum. 
I augusti 2010 inleddes en utbyggnad av Saburtalolinjen. Den kommer att sträcka sig från Vazja-Psjavelastationen till Universitetistationen. Bygget finansieras av Asiatiska utvecklingsbanken. Den nya stationen beräknas öppna under tidiga 2013. Enligt den asiatiska utvecklingsbanken kommer denna utbyggnad av tunnelbanesystemet öka antalet resande med 4.5 miljoner personer.

## Stationer

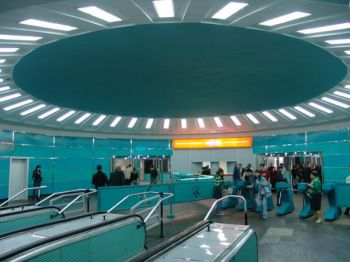
Tsereteli tunnelbanestation
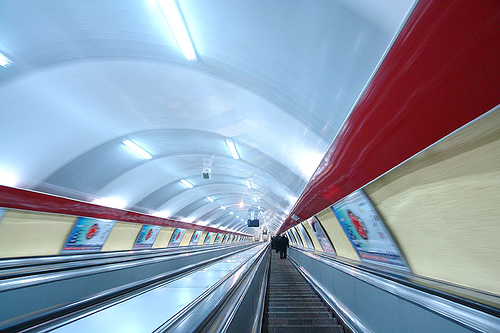
Tavisuplebis moedani tunnelbanestation
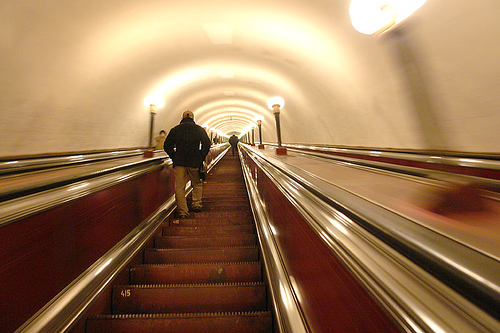
Rustaveli tunnelbanestation
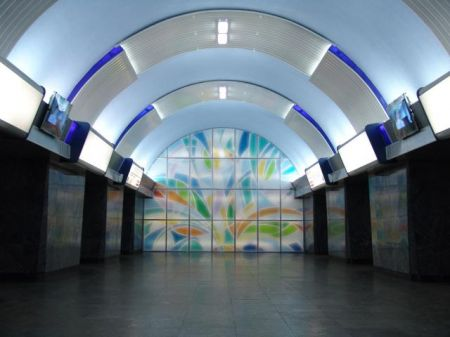
Avlabari tunnelbanestation